# عباسی بویناهری
عباسی بویناهری (انگلیسی: Abassi Boinaheri؛ زادهٔ ۲۳ اکتبر ۱۹۷۶) بازیکن فوتبال اهل فرانسه است.